# Martin Kelly (judoka)
Martin James Kelly (ur. 20 lutego 1973) – australijski judoka. Olimpijczyk z Aten 2004, gdzie odpadł w eliminacjach w wadze półciężkiej.
Uczestnik mistrzostw świata w 2001, 2003 i 2005. Startował w Pucharze Świata w 1999, 2001 i 2003. Brązowy medalista igrzysk Wspólnoty Narodów w 2002. Mistrz Wspólnoty Narodów w 2004. Zdobył pięć medali mistrzostw Oceanii w latach 1998 – 2004. Dwukrotny medalista igrzysk Azji Wschodniej w 2001. Mistrz Australii w 1997, 2001, 2002, 2005, 2006 i 2008 roku.

## Letnie Igrzyska Olimpijskie 2004
| Konkurencja | Eliminacje                 | Eliminacje          | Klas. końcowa |
| Konkurencja | Przeciwnik I               | Przeciwnik II       | Miejsce       |
| ----------- | -------------------------- | ------------------- | ------------- |
| 100 kg      | Barry Kirk Jackman (BAR) Z | Kōsei Inoue (JPN) P | 2 runda.      |